# 伯恩斯托夫宮
伯恩斯托夫宮（丹麥語：Bernstorff Slot）是位於丹麥哥本哈根的一座宮殿建築，修建於18世紀中期，當時是丹麥外交大臣的邸宅。在1842年賣給克里斯蒂安八世。多年來，它一直被克里斯蒂安九世用作避暑別墅，直到他於 1906 年去世，之後則長期作為丹麥緊急事務管理署使用，現在伯恩斯托夫宮被用來作為酒店和會議中心開放公眾參觀。